# Orectochilus brevitarsis
Orectochilus brevitarsis is een keversoort uit de familie van schrijvertjes (Gyrinidae). De wetenschappelijke naam van de soort is voor het eerst geldig gepubliceerd in 1934 door Falkenström.